# Saucerottia cyanocephala
Saucerottia cyanocephala là một loài chim trong họ Trochilidae.